# Marsha Hunt (1917-2022)
Marcia Virginia 'Marsha' Hunt (Chicago, 17 oktober 1917 – Los Angeles, 6 september 2022) was een Amerikaans film-, theater- en televisieactrice.

## Levensloop
Hunt werd geboren als dochter van advocaat Earl en logopedist Minabel Hunt. Al op jonge leeftijd verhuisde ze naar New York. Als driejarige wilde ze al actrice worden en in haar jeugd trad ze regelmatig op in schooltoneelstukken en in de kerk. Na haar schooldiploma ging ze aan de slag als model en als zangeres voor een radioprogramma. Daarnaast bezocht ze de Theodora Irvine Drama School, met onder anderen Cornel Wilde.
In 1934 verhuisde Hunt met haar oudere zus naar Hollywood in de hoop daar carrière te maken. Al snel tekende ze een contract bij Paramount Pictures en maakte ze haar filmdebuut in The Virginia Judge (1935). De filmrollen stroomden binnen, maar Hunt wist niet uit het niveau van B-films te stijgen. Ze verscheen voornamelijk in westerns en luchtige komedies. In deze periode, in 1938, trouwde ze met Jerry Hopper, een editor.
Hunt besloot om haar contract niet te verlengen en werkte een tijdlang freelance. In 1939 tekende ze een contract bij Metro-Goldwyn-Mayer, de studio waar ze de hoogtepunten in haar carrière beleefde. Ze kwam onmiddellijk in beeld voor een hoofdrol in Gone With the Wind (1939), die later echter naar Olivia de Havilland zou gaan. Ze kreeg hoofdrollen in verscheidene kleinschalige romantische komedies, maar stond voornamelijk bekend als bijrolactrice. Zo speelde ze de zus van Greer Garson in Pride and Prejudice (1940), in Blossoms in the Dust (1941) en in The Human Comedy (1943). Het lukte de actrice niet om het hoofdpersonage te spelen in grootschalige films.
In 1945 verliet ze MGM om te trouwen met scenarioschrijver Robert Presnell jr., met wie ze getrouwd bleef tot zijn overlijden in 1986. Haar filmcarrière zette ze op een laag pitje om zich te richten op Broadway, waar ze in 1948 debuteerde. In de jaren 50 bleek het moeilijker voor Hunt om werk te vinden, omdat zij vanaf de late jaren 40 op de zwarte lijst van Hollywood kwam. Ze speelde dus voornamelijk gastrollen in televisieseries en liep rollen in films mis, zoals die van James Deans moeder in Rebel Without a Cause (1955). Haar progressieve kijk op maatschappij en filmbedrijf bleef zij desondanks altijd trouw.
Ze overleed op 104-jarige leeftijd in Sherman Oaks, een district in Los Angeles.

## Filmografie

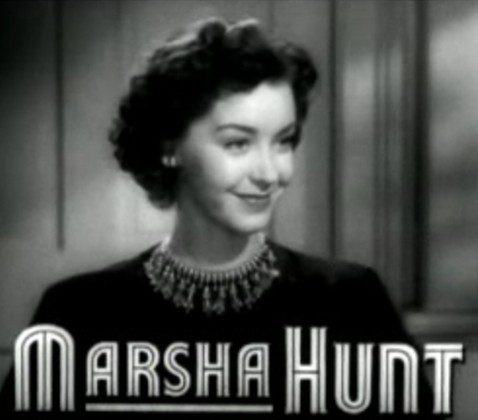
Hunt in Cry 'Havoc' (1943)

| - The Virginia Judge (1935) - Desert Gold (1936) - Gentle Julia (1936) - The Arizona Raiders (1936) - Hollywood Boulevard (1936) - Easy to Take (1936) - The Accusing Finger (1936) - College Holiday (1936) - Murder Goes to College (1937) - Easy Living (1937) - Annapolis Salute (1937) - Thunder Trail (1937) - Born to the West (1937) - Come On, Leathernecks! (1938) - Long Shot (1939) - Star Reporter (1939) - The Hardys Ride High (1939) - Winter Carnival (1939) - These Glamour Girls (1939) - Joe and Ethel Turp Call on the President (1939) - Irene (1940) - Women in Hiding (1940) - Pride and Prejudice (1940) - Ellery Queen, Master Detective (1940) - Flight Command (1940) - The Trial of Mary Dugan (1941) - Cheers for Miss Bishop (1941) - The Penalty (1941) - I'll Wait for You (1941) - Blossoms in the Dust (1941) - Unholy Partners (1941) - Joe Smith, American (1942) - Kid Glove Killer (1942) - The Affairs of Martha (1942) | - Panama Hattie (1942) - Seven Sweethearts (1942) - The Human Comedy (1943) - Pilot #5 (1943) - Cry 'Havoc' (1943) - Lost Angel (1943) - None Shall Escape (1944) - Bride by Mistake (1944) - Music for Millions (1944) - The Valley of Decision (1945) - A Letter for Evie (1946) - Carnegie Hall (1947) - Smash-Up: The Story of a Woman (1947) - The Inside Story (1948) - Raw Deal (1948) - Jigsaw (1949) - Take One False Step (1949) - Mary Ryan, Detective (1949) - Actor's and Sin (1952) - The Happy Time (1952) - Diplomatic Passport (1954) - No Place to Hide (1956) - Back from the Dead (1957) - Bombers B-52 (1957) - Legend of the Lost (1957) - Blue Denim (1959) - The Plunderers (1960) - Fear No Evil (1969) - Johnny Got His Gun (1971) - Jigsaw (1972) - Terror Among Us (1981) - Chloe's Prayer (2006) - The Grand Inquisitor (2008) - Meurtres à l'Empire State Building (2008) |